# (79353) Andrewalday
(79353) Andrewalday est un astéroïde de la ceinture principale.

## Description
(79353) Andrewalday est un astéroïde de la ceinture principale. Il fut découvert le 13 janvier 1997 à Haleakala par le programme NEAT. Il présente une orbite caractérisée par un demi-grand axe de 2,29 UA, une excentricité de 0,07 et une inclinaison de 6,4° par rapport à l'écliptique.

## Compléments